# Västerviks rådhus

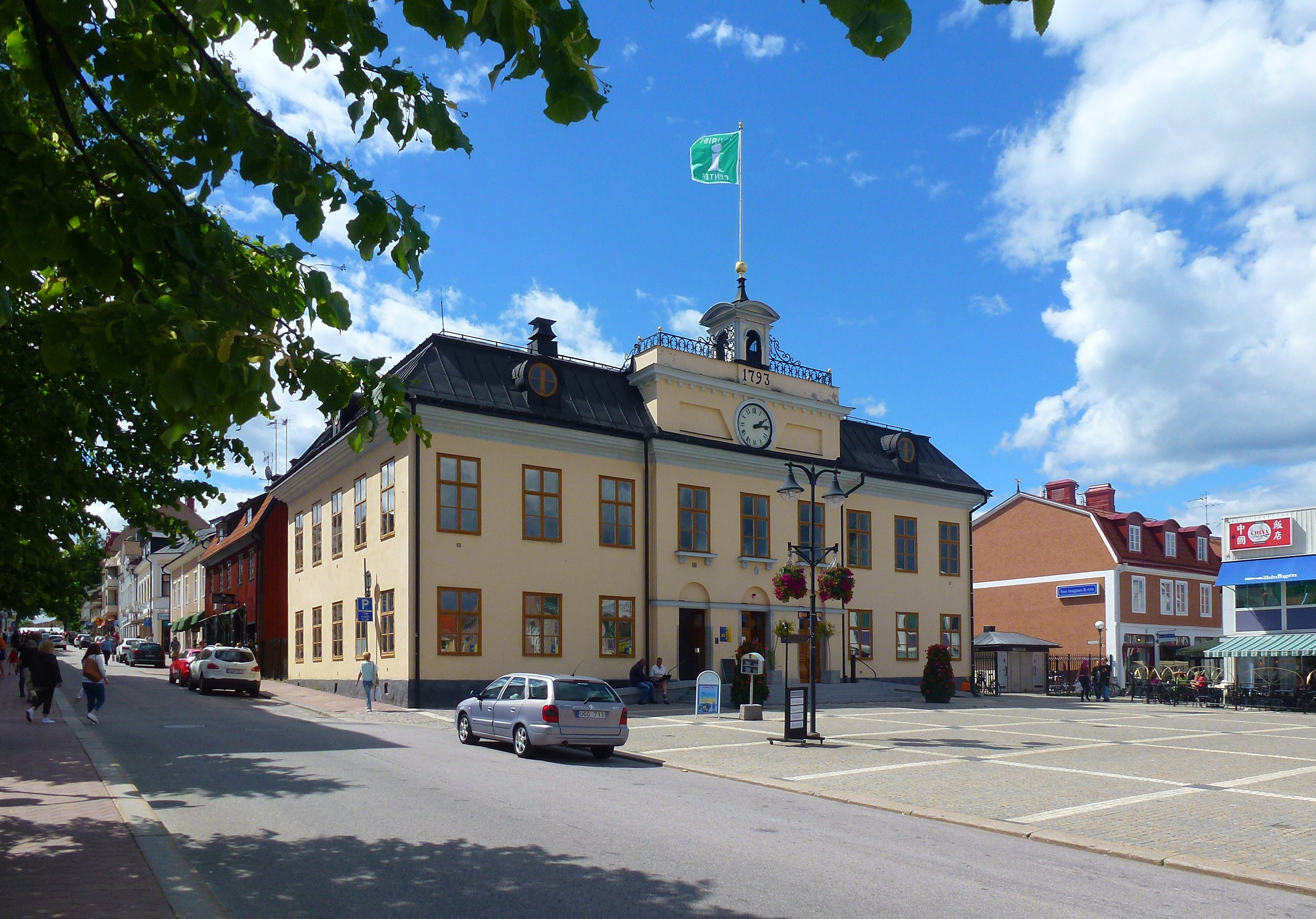
Västerviks rådhus, 2015.

Västerviks rådhus är en byggnad vid Stora torget i Västervik, Kalmar län. 
Den uppfördes åren 1793-1795 efter ritningar av de kända arkitekterna Ture Wennberg (1759-1818) och Carl Fredrik Adelcrantz (1716-1796). Byggnaden var säte för Västerviks rådhusrätt fram till dess att staden lades under landsrätt och kom att ingå i Tjusts domsaga från 1960. Därefter har olika kommunala verksamheter och fackliga organisationer utnyttjat huset. Huset är byggnadsminne . 2009 gjordes en yttre renovering. Den inre drog ut på tiden och det var osäkert hur byggnaden skulle användas. Bland annat har den lokala turistbyrån kunnat beredas plats i byggnaden , där också ett vigselrum finns